# Georg Strömberg
Georg Strömberg, född 6 september 1823 i Helsingfors, död 31 januari 1906, var en finländsk ingenjör och ämbetsman. 

## Barndom och utbildning
Georg Adolf Strömberg föddes i Helsingfors den 6 september 1823. Hans föräldrar var justitieborgmästaren i Helsingfors under åren 1810–44, lagman Johan Adolph Strömberg och Antoinette Sophia Agricola. Strömberg var den äldste av sex syskon.  
År 1838 inträdde Georg Strömberg i Finska kadettkåren i Fredrikshamn för att gå en militärutbildning. Strömberg utdimitterades den 22 augusti 1844 och befordrades till fänrik vid sjätte ridande artilleribatteriet. 

## Karriär
Strömberg tillbringade tre år som officer i Polen. År 1847 ansökte han om transport till Väg- och vattenkommunikationskåren i Finland, dit han flyttades som löjtnant och ingenjör av fjärde klass. I Ingenjörskåren jobbade han upp sig till överstelöjtnant och ingenjör av första klass. Åren 1867-71 var han som överingenjör ledamot av överstyrelsen för väg- och vattenkommunikationerna. 
I slutet av 1840-talet och på 1850-talet jobbade bland andra Strömberg på ett förslag att bygga en järnväg i Finland. Förslaget godkändes år 1857 och Strömberg utsågs till adjoint med uppgiften att övervaka byggandet av banan. År 1861 kunde det första lokomotivet Ilmarinen provköras, och den 31 januari 1862 åkte tåget för första gången med inbjudna gäster ombord. Vid den här tiden fungerade Strömberg som t.f. trafikchef för järnvägen. 
År 1868 fortsatte banbyggandet med en ny järnväg mellan Riihimäki och Sankt Petersburg, och Strömberg blev arbetschef för distriktet Riihimäki-Herrala. År 1872 fick han titeln statsråd. Eftersom arbetsmängden gällande administreringen av järnvägarna växte i takt med järnvägens tillväxt, fick statsjärnvägarna år 1877 sin egen styrelse. Strömberg blev då generaldirektör för Järnvägsstyrelsen. I juni 1903 gick Strömberg i pension. 

## Privatliv
Strömberg behöll under hela sitt liv den ordning, hållning och precision han lärt sig i kadettkåren, och detta kan ha bidragit till att han hela sitt liv förblev ensam. Han var trots detta mån om att alla i personalen på järnvägarna skulle ha det så bra som möjligt och blev därför väldigt populär bland dem.
Strömberg avled 82 år gammal i Helsingfors i januari 1906. 

## Utmärkelser
- Statsrådstitel 1872
- Verkligt stadstråds titel 1881
- Riddare av Stanislaiordens 1. klass 1884
- Riddare av Anneordens 1. klass 1889
- Järnvägsmannaföreningens hedersordförande 1902
- Tekniska Föreningen i Finlands hedersledamot 1905